# Nyírcsaholy
Nyírcsaholy è un comune dell'Ungheria di 2 240 abitanti (dati 2001). È situato nella contea di Szabolcs-Szatmár-Bereg.